# Alicia Leticia García Blanco
Alicia Leticia García Blanco, también conocida como Letty, es una alfarera reconocida en México, hija menor de Teodora Blanco Núñez, perteneciente a la familia Blanco.

## Trayectoria
Letty es especialista en pequeñas, imaginativas y grabadas figuras, específicamente en sirenas. Otros temas incluyen a la mujer en el mercado, ángeles, humanos en burros y paisajes.
Inició haciendo piezas a las nueve o diez años, convirtiéndose en una experta en hacer pequeñas figuras a la edad de dieciséis y piezas más grandes a los veinte.
Hoy en día deja encargado su trabajo a sus dos hijas.